# Darren Bent
Darren Ashley Bent, född 6 februari 1984 i Tooting, London, är en engelsk före detta professionell fotbollsspelare som senast spelade som anfallare för Derby County i Football League Championship. Bent är av jamaicanskt ursprung.

## Klubbkarriär
Bent inledde karriären 2001 i Ipswich Town och var klubbens bäste målskytt säsongen 2004/2005. Totalt gjorde Bent 122 matcher och 47 mål för Ipswich. År 2005 lämnade han och gick till Charlton. Den 29 juni 2007 blev han klar för Tottenham för en summa på 16,5 miljoner pund. Den 5 augusti 2009 skrev han på för Sunderland och under sin debutsäsong svarade han för 24 mål i ligaspelet vilket gav honom en tredjeplats i skytteligan efter Didier Drogba och Wayne Rooney. 
Den 18 januari 2011 offentliggjordes det att Bent hade skrivit på ett 4,5-årskontrakt med Aston Villa. Aston Villa fick betala 18 miljoner pund men summan kan öka till 24 miljoner beroende på klausuler i övergången. Övergången var den dyraste i Aston Villas historia.

## Landslagskarriär
Darren Bent har även spelat i Englands U19-landslag, U21-landslag och seniorlandslag.
Dagarna innan VM 2010 i Sydafrika klargjorde Englands förbundskapten, Fabio Capello, att Darren Bent inte följer med till turneringen.